# 雀歌百灵
雀歌百灵（学名：Mirafra passerina），是百灵科歌百灵属的一种，是游猎迁徙的候鸟，分布于纳米比亚、安哥拉、南非、赞比亚、津巴布韦、博茨瓦纳和莫桑比克。全球活动范围约为1,370,000平方千米。该物种的保护状况被评为无危。
雀歌百灵的平均体重约为25.1克。栖息地包括干燥的稀树草原和亚热带或热带的（低地）干草原。